# Antoine Neyron
Pour les articles homonymes, voir Neyron.
Antoine Neyron dit Neyron cadet est un négociant et homme politique français né à Saint-Étienne, le 9 juin 1738 et mort à Lyon, le 1er mars 1807. 

## Biographie
Frère cadet de Jacques Neyron (1733-1811 ; maire de St-Etienne en 1778-1783 et dernier seigneur de Roche-la-Molière à partir de 1772), il épouse en 1769 Marie-Anne Jourjon, fille d'un des entrepreneurs de la Manufacture d'armes de guerre et sœur de François Jourjon-Robert. Trois enfants naissent de cette union :
- Marie-Anne Neyron, marié à Claude-Simon Thiollière-Dutreuil
- Antoinette Neyron, mariée au banquier Hugues Guerin (dont Louis-César Guerin)
- André-Antoine Neyron (1772-1854), maire de St-Etienne en 1809-1813.

Il dirige la société Veuve Marcellin Neyron & fils ce qui fait de lui un des plus importants marchands de rubans de Saint-Étienne. Il achète une charge de secrétaire du Roi mais n'ayant pas atteint les vingt ans d'exercice, il n'est pas accepté dans l’Assemblée de la noblesse du Forez en 1789. 
Il est élu maire de Saint-Étienne au suffrage censitaire le 2 mars 1790. Cette première municipalité élue réalise une œuvre considérable en un laps de temps assez bref : numérotation des maisons, pavage et éclairage des rues par des réverbères et surtout achat d'une partie des biens des couvents vendus comme biens nationaux pour servir d'hôtel de ville et surtout pour ouvrir de nouvelles places et rues, à l'origine du centre-ville actuel. La première municipalité d’Antoine Neyron s’achève officiellement par la passation de pouvoir du 20 novembre 1791. Élu notable de la municipalité Praire-Royet, le 6 décembre 1792, Antoine Neyron prend une part active à la révolte fédéraliste.
Après la chute de Lyon et la victoire des Jacobins, il doit s'enfuir : il figure au premier rang des suspects recherchés et sa maison est réquisitionnée pour accueillir les représentants de la Convention tels que Claude Javogues. Un mandat d'arrêt signé "Bertrand" (il s'agit de Bertrand Barrère) sera notifié par un sieur Fraissinet, à son épouse le 8 thermidor An II soit deux jours avant l'exécution de Maximilien Robespierre. Lors des élections municipales du 1er germinal an V (21 mars 1797), il est élu à la municipalité par 498 voix et le conseil le choisit pour maire le 31 mai. 
Le coup d’État anti-royaliste du 18 fructidor (14 septembre) entraîne la suspension de la municipalité, qui cesse de fonctionner le 24 septembre. Antoine Neyron est, enfin, nommé une troisième fois, maire de Saint-Étienne, par le Premier consul, le 12 avril 1800, mais il refuse cet honneur. Il remplit cependant quelques fonctions dans ces dernières années : au Conseil d’Agriculture, Commerce et Arts de la ville (1801) et au conseil général de la Loire (1803) où il joue un grand rôle pour obtenir la réalisation de la route de Roanne au Rhône. Il fait construire le château du Minois sur ses propriétés de Saint-Genest-Lerpt.

## Sources
- Jean-Baptiste Galley, Saint-Étienne et son district pendant la Révolution, St-Étienne 1903-1907, 3 vol.
- Josette Garnier, Bourgeoisie et propriété immobilière en Forez aux XVIIe et XVIIIe siècles, Centre d’Études Foréziennes 1982.
- Gérard Thermeau, A l’aube de la révolution industrielle, Saint Étienne et son agglomération (1800-1815), Saint-Étienne, 2002.
- Gérard Michel Thermeau, « À la recherche du premier maire élu de Saint-Étienne : Antoine Neyron » in Bulletin de la Diana LXVI no 3, 3e trimestre 2007, p. 233-292.